# Rejon ałatyrski

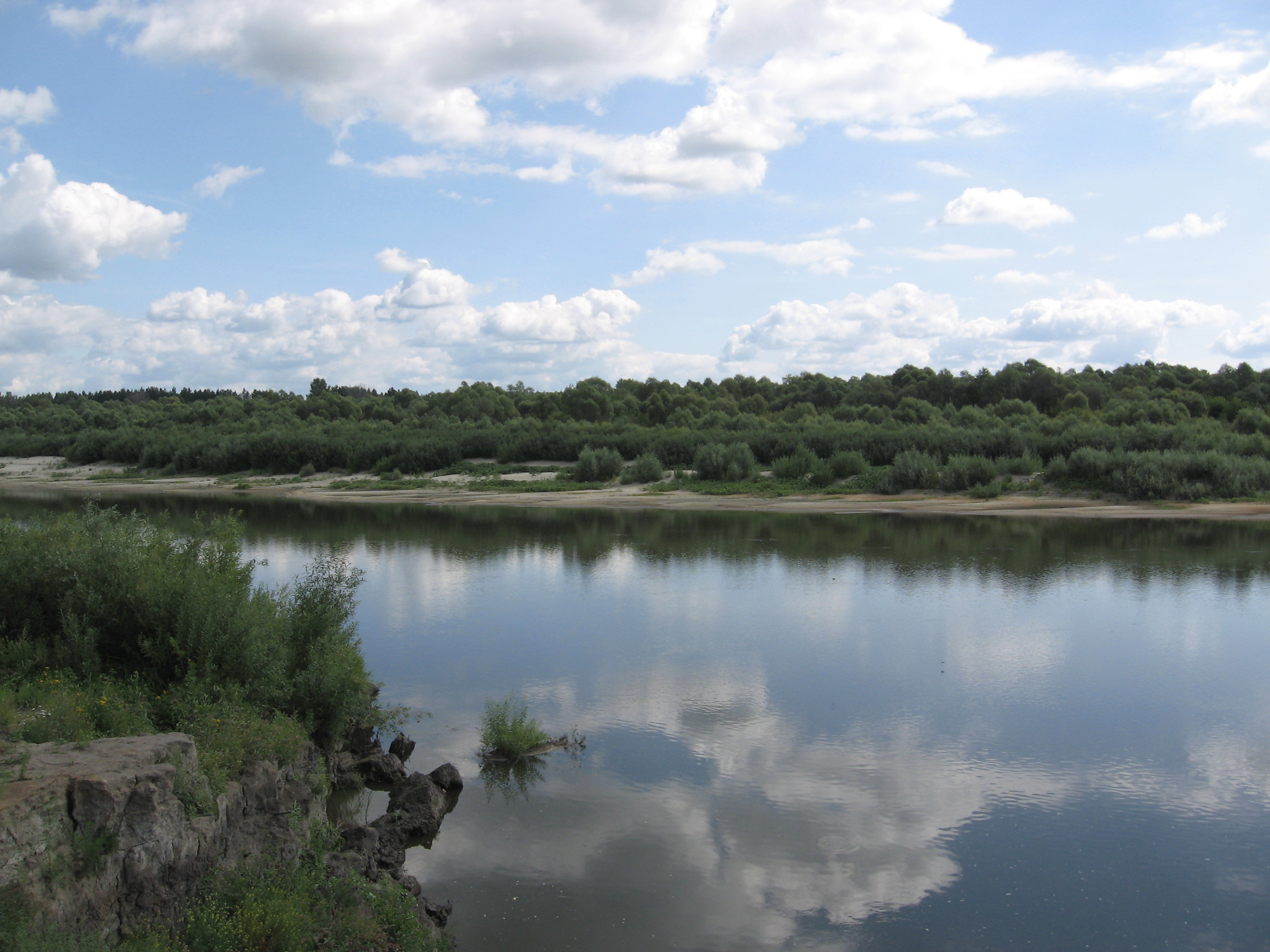
rzeka Sura na terenie rejonu

Rejon ałatyrski (ros. Алатырский район, czuw. Улатăр районĕ) – rejon w należącej do Rosji nadwołżańskiej republice Czuwaszji.

## Położenie i powierzchnia
Rejon leży w południowo-zachodniej części republiki i ma powierzchnię 1940 km². Większość obszaru pokrywają lasy. 24% powierzchni zajmują obszary rolnicze.

## Ludność
1 stycznia 1999 r. w rejonie ałatyrskim żyło ok. 22,6 tys. osób, z czego 87% stanowiła ludność wiejska. Obecnie ludność wiejska stanowi 100% populacji, gdyż w związku ze znacznym spadkiem liczby ludności w 2004 r. dotychczasowe osiedle typu miejskiego Kiria zostało zdegradowane do rangi wsi.
Gęstość zaludnienia w rejonie wynosi 13,4 os./km²
Zdecydowaną większość populacji (ok. 70%) stanowią Rosjanie. Czuwasze stanowią ok. 11% ludności. Także 11% mieszkańców rejonu stanowią Mordwini. Na pozostałe 8% składają się inne narodowości, m.in. Tatarzy i Ukraińcy.

## Stolica i ośrodki osadnicze
Ośrodkiem administracyjnym rejonu jest miasto Ałatyr, które jednak administracyjnie nie wchodzi w skład tej jednostki podziału terytorialnego i stanowi miasto wydzielone.
Na terenie rejonu znajduje się 48 wsi, spośród których Kiria do 2004 r. miała status osiedla typu miejskiego.

## Gospodarka
Rejon jest obszarem przemysłowo-rolniczym. Miejscowe lasy są źródłem surowca dla przemysłu drzewnego zlokalizowanego głównie w Ałatyrze oraz kilku większych wsiach rejonu.
Miejscowe rolnictwo nastawione jest głównie na hodowlę o kierunku mleczno-mięsnym. Głównie na jej potrzeby (oraz dla zaspokojenia potrzeb żywieniowych mieszkańców) uprawia się m.in. ziemniaki i zboża.

## Historia
Rejon utworzono 5 września 1927 r.